# Morskói (Krasnodar)
Morskói (en ruso: Морской) es un posiólok del raión de Yeisk del krai de Krasnodar, en Rusia. Está situado en las tierras bajas de Kubán-Azov, en la península de Yeisk, 5 km al oeste de Yeisk y 192 km al noroeste de Krasnodar, la capital del krai. Tenía 447 habitantes en 2010.
Pertenece al municipio rural Shirochánskoye (dentro del ókrug urbano de Yeisk).